# 洪凌 (艺人)
洪凌（1994年8月16日—），新加坡新生代影視女演員，现為新传媒私人有限公司旗下全方位經紀合約女藝人。父亲是華人，母亲是泰国人。2013年参加《校园美魔王》而踏入演艺圈。

## 演艺生涯
洪凌生长于新加坡。
洪凌於2013年參加《校園美魔王》而踏入演艺圈。
2014年，洪凌参演新传媒的长寿剧《118》。
2015年，参演《你也可以是天使》，饰演一名年轻护士。同年在《红星大奖》中获颁观众票选性感宝贝奖。
2016年，洪凌在《真探》饰演陈汉玮的女儿白雪儿，个性开朗并且热爱灵异，在戏里也有通灵的过程
2017年，洪凌参演贺岁剧《回家》，第一次担任女主角，饰演郑沛芝一角。同年在《红星大奖》首次入围十大最受欢迎女艺人奖。
2018年，洪凌参演常青剧《五零高手》，再次担任女主角，饰演馬若琳。
2019年，洪凌在《帶你去走走》長壽劇中飾演女配角，同年也在《红星大奖》第二次次入围十大最受欢迎女艺人奖。
2020年，洪凌参演《單翼天使》，與鄭惠玉和鍾琴兩位阿姐一同担任女主角，饰演葉思今一角。這也是洪凌出道以來首次飾演母親的角色。

## 作品

### 電視劇
| 首播        | 劇名               | 角色    |
| ----------- | ------------------ | ------- |
| 2014-2015年 | 118                | 王玉叶  |
| 2014        | 祖先保佑           | 记者    |
| 2015年      | 你也可以是天使     | Jane    |
| 2016年      | 真探               | 白雪儿  |
| 2016年      | 绝世好工           | 潘曉雪  |
| 2016年      | 小咖大作战         | 张美仪  |
| 2016年      | 118 II             | 王玉叶  |
| 2016年      | 勾魂使者           | Baby    |
| 2016年      | 大英雄             | 自己    |
| 2017年      | 回家               | 郑沛芝  |
| 2018年      | 118 大团圆         | 王玉叶  |
| 2018年      | 五零高手           | 马若霖  |
| 2018年      | 加文纳桥的约定     | 琳琳    |
| 2018年      | 229明天见          | 叶知慧  |
| 2018年      | 带你去走走         | 江小晴  |
| 2018-2019年 | 带你去走走         | 江小晴  |
| 2020年      | 单翼天使           | 叶思今  |
| 2020年      | 错的时间，不错的人 | 林世贞  |
| 2020年      | 花花公子           | 陈雪莉  |
| 2021年      | 心里住著老灵魂     | 石子薇  |
| 2021年      | 邻里帮             | Jasmine |
| 2021年      | 肃战肃绝           | 戴语欣  |
| 2022年      | 你也可以是天使4    | 颜夜风  |
| 2022年      | 你的世界我们懂     | 郑天希  |
| 2023年      | 整你的人生         | 袁满盈  |
| 2023年      | 金色大道           | 李珍婷  |
| 2024年      | 不可饶恕的罪恶     | 关霖    |
| 2025年      | 带剑女孩           | 田娜娜  |
| 2026年      | 夜半11點學校見     |         |

## 獎項纪录

### 專業獎項
| 年份 | 頒獎典禮            | 獎項       | 劇集               | 角色   | 結果 |
| ---- | ------------------- | ---------- | ------------------ | ------ | ---- |
| 2015 | 第21屆 紅星大獎2015 | 最佳新人   | 118                | 王玉叶 | 提名 |
| 2023 | 第28届 红星大奖2023 | 最佳女主角 | 你的世界我们懂     | 郑天希 | 提名 |
| 2025 | 第30届 红星大奖2025 | 最佳女主角 | 《不可饶恕的罪恶》 | 关霖   | 提名 |

### 网络奖项
| 年份 | 頒獎典禮            | 獎項               | 劇集           | 角色            | 結果 | 备注     |
| ---- | ------------------- | ------------------ | -------------- | --------------- | ---- | -------- |
| 2015 | 第21屆 紅星大獎2015 | 观众票选性感宝贝奖 | 不適用         | 不適用          | 獲獎 |          |
| 2016 | 第22屆 紅星大獎2016 | 最喜爱女角色       | 118            | 王玉叶          | 提名 |          |
| 2023 | 第28屆 紅星大獎2023 | 最吸睛女角色       | 你的世界我们懂 | 郑天希          | 提名 |          |
| 2023 | 第28屆 紅星大獎2023 | 最强CP             | 你的世界我们懂 | 洪茂丹 & 郑天希 | 提名 | 与黄振隆 |
| 2025 | 第30屆 紅星大獎2025 | 最吸睛角色         | 不可饶恕的罪恶 | 关霖            | 提名 |          |
| 2025 | 第30屆 紅星大獎2025 | 最赚人热泪奖       | 不可饶恕的罪恶 | 关霖            | 獲獎 |          |
| 2025 | 第30屆 紅星大獎2025 | BYD最喜爱女角色奖  | 不可饶恕的罪恶 | 关霖            | 提名 |          |

### 人气獎項
| 年份 | 頒獎典禮            | 獎項               | 劇集   | 角色   | 結果 |
| ---- | ------------------- | ------------------ | ------ | ------ | ---- |
| 2017 | 第23屆 紅星大獎2017 | 十大最受欢迎女艺人 | 不適用 | 不適用 | 提名 |
| 2019 | 第25屆 紅星大獎2019 | 十大最受欢迎女艺人 | 不適用 | 不適用 | 提名 |
| 2021 | 第26屆 紅星大獎2021 | 十大最受欢迎女艺人 | 不適用 | 不適用 | 獲獎 |
| 2022 | 第27屆 紅星大獎2022 | 十大最受欢迎女艺人 | 不適用 | 不適用 | 獲獎 |
| 2023 | 第28屆 紅星大獎2023 | 十大最受欢迎女艺人 | 不適用 | 不適用 | 提名 |
| 2024 | 第29屆 紅星大獎2024 | 十大最受欢迎女艺人 | 不適用 | 不適用 | 獲獎 |
| 2025 | 第30屆 紅星大獎2025 | 十大最受欢迎女艺人 | 不適用 | 不適用 | 獲獎 |